# Championnat du Mozambique de football 2018
Navigation
Saison 2017 Saison 2019
La saison 2018 du Championnat du Mozambique de football est la quarante-deuxième édition du championnat de première division au Mozambique. Les seize meilleurs clubs du pays sont regroupés au sein d'une poule unique où ils s'affrontent deux fois, à domicile et à l'extérieur. En fin de saison, les trois derniers sont relégués et remplacés par les trois meilleurs clubs de deuxième division.
C'est l'União de Songo, tenant du titre, qui remporte à nouveau le championnat cette saison après avoir terminé en tête du classement final, avec quatre points d'avance sur le Clube Ferroviário de Maputo et sept sur la Liga Desportiva de Maputo. Il s'agit du second titre de champion du Mozambique de l'histoire du club.

## Les clubs participants
- CD Costa do Sol
- CD Maxaquene
- Ferroviario de Nacala
- Clube Ferroviário de Maputo
- Vilankulo FC
- Desportivo de Nacala
- Sporting Nampula - Promu de D2
- UP Manica - Promu de D2
- Clube Ferroviário de Nampula
- Incomati Xinavane - Promu de D2
- Clube Ferroviário da Beira
- Primeiro de Maio de Quelimane
- Liga Desportiva de Maputo
- Textáfrica do Chimoio
- FC Chibuto
- União de Songo

## Compétition

### Classement
Le barème utilisé pour établir le classement est le suivant :
- Victoire : 3 points
- Match nul : 1 point
- Défaite, forfait ou abandon : 0 point

| Rang | Équipe                        | Pts | J  | G  | N  | P  | Bp | Bc | Diff |
| ---- | ----------------------------- | --- | -- | -- | -- | -- | -- | -- | ---- |
| 1    | União de SongoT               | 58  | 30 | 17 | 7  | 6  | 38 | 26 | +12  |
| 2    | Clube Ferroviário de Maputo   | 54  | 30 | 17 | 3  | 10 | 30 | 23 | +7   |
| 3    | Liga Desportiva de Maputo     | 51  | 30 | 15 | 6  | 9  | 37 | 25 | +12  |
| 4    | Clube Ferroviário de Nampula  | 47  | 30 | 13 | 8  | 9  | 46 | 34 | +12  |
| 5    | CD Maxaquene                  | 44  | 30 | 11 | 11 | 8  | 34 | 28 | +6   |
| 6    | FC Chibuto                    | 43  | 30 | 11 | 10 | 9  | 39 | 24 | +15  |
| 7    | Textáfrica do Chimoio         | 42  | 30 | 11 | 9  | 10 | 26 | 34 | -8   |
| 8    | CD Costa do SolC              | 40  | 30 | 9  | 13 | 8  | 24 | 17 | +7   |
| 9    | Clube Ferroviário da Beira    | 39  | 30 | 10 | 9  | 11 | 37 | 28 | +9   |
| 10   | Desportivo de Nacala          | 38  | 30 | 10 | 8  | 12 | 24 | 23 | +1   |
| 11   | Vilankulo FC                  | 38  | 30 | 10 | 8  | 12 | 21 | 26 | -5   |
| 12   | Incomati XinavaneP            | 35  | 30 | 8  | 11 | 11 | 19 | 21 | -2   |
| 13   | Ferroviario de Nacala         | 35  | 30 | 8  | 11 | 11 | 18 | 26 | -8   |
| 14   | UP ManicaP                    | 34  | 30 | 8  | 10 | 12 | 24 | 34 | -10  |
| 15   | Primeiro de Maio de Quelimane | 32  | 30 | 8  | 8  | 14 | 24 | 36 | -12  |
| 16   | Sporting NampulaP             | 20  | 30 | 4  | 8  | 18 | 19 | 55 | -36  |

|  | Qualification pour la Ligue des champions de la CAF 2018-2019                                   |
|  | Relégation directe en deuxième division                                                         |
|  | T : Tenant du titre C : Vainqueur de la Coupe du Mozambique P : Club promu de deuxième division |

## Bilan de la saison
| Championnat du Mozambique de football 2018                             |                               |
| Champion                                                               | União de Songo (2e titre)     |
| Coupes et trophées                                                     |                               |
| Vainqueur de la Coupe du Mozambique 2018                               | CD Costa do Sol               |
| Qualifications continentales                                           |                               |
| Ligue des champions de la CAF 2018-2019                                | União de Songo                |
| Coupe de la confédération 2018-2019                                    | Aucun                         |
| Promotions et relégations                                              |                               |
| Promus en Moçambola                                                    | Baía de Pemba FC              |
| Promus en Moçambola                                                    | Desportivo de Maputo          |
| Promus en Moçambola                                                    | GD Têxtil Púnguè              |
| Relégués en Championnat du Mozambique de football de deuxième division | Sporting Nampula              |
| Relégués en Championnat du Mozambique de football de deuxième division | Primeiro de Maio de Quelimane |
| Relégués en Championnat du Mozambique de football de deuxième division | UP Manica                     |